# Neanastatus pulchricorpus
Neanastatus pulchricorpus är en stekelart som först beskrevs av Girault 1914.  Neanastatus pulchricorpus ingår i släktet Neanastatus och familjen hoppglanssteklar. Inga underarter finns listade i Catalogue of Life.